# Egbert I
Egbert I (zm. 4 lipca 673) – król Kentu od 664 roku.
Był synem Earconberta i jego żony Seksburgi. W chwili śmierci ojca był jeszcze dzieckiem, dlatego regencję w jego imieniu sprawowała matka.
Jego synami byli Eadric i Wihtred.